# Geotria australis
Geotria australis är en ryggsträngsdjursart som beskrevs av Gray 1851. Geotria australis enda arten i släktet Geotria som är det enda släktet i familjen Geotriidae. Inga underarter finns listade i Catalogue of Life. Vissa auktoriteter placerar arten i den större familjen nejonögonfiskar (Petromyzontidae).
Den förekommer i Atlanten, Indiska oceanen och Stilla havet, utefter kuster på södra halvklotets alla kontinenter. Den vandrar upp i floder i södra Chile och Argentina för att leka.
Larverna av Geotria australis har en mycket hög tolerans för fritt järn i kroppen och har välutvecklade biokemiska system för att detoxifiera stora mängder metalljoner.